# Araneus tambopata
Araneus tambopata là một loài nhện trong họ Araneidae.
Loài này thuộc chi Araneus. Araneus tambopata được Herbert Walter Levi miêu tả năm 1991.